# Топличко-јабланички крај
Топличко јабланички крај је географски регион у Србији. Представља део Јужног Поморавља у ширем смислу, односно леву или западну обалу слива Јужне Мораве. Прецизније овај крај обухвата само сливове Јабланице и Топлице, левих притока Јужне Мораве, Ветернице и Пусте реке(али не и косовско Поморавље, које је прикључено Јужном Поморављу). Топличко јабланички крај је на југу ограничен косовским Поморављем, на истоку Јужним Поморављем, на северу Јастрепцом и Расином, а на западу Ибарско копаоничким крајем. Овај крај обухвата површину од 4172 km².
У Топличко јабланичком крају могу се издвојити мањи крајеви као што су Пусторечки, Ветернички и Косанички крај у сливовима истоимених река. Слив Јабланице обухвата површину од 895 km², Топлице 2180 km², Пусте реке 585 km², Ветернице 515 km² и Косанице 386 km².

### Рељеф
У Топличко јабланичком крају се налази више планина међу којима су највеће: Јастребац, северно од реке Топлице, Радан (1409m), на развођу и граници Пусторечког према Косаричком крају, Гољак на граници Јабланичког краја према косовском Поморављу(развођу Јабланице према Кривој реци) и позната планина Кукавица(1441m) на развођу између слива Ветернице и Јужне Мораве.
Јастребац (1492m) се састоји од Великог и Малог Јастрепца. Ова родопска планина пружа упореднички око 45 km. Јастребачки хорст је изграђен од шкриљаца. Око њега су спуштене Топличка, Нишко Алексиначка и Крушевачка котлина. Кроз шкриљце Јастрепца прбиле су се андезитско дацитске жице.

### Клима
Топличко јабланички крај показује знатне климатске разлике. Топличка котлина има жупну климу, у Лесковачкој котлини се преплићу својства жупне климе са панонским и егејски утицајима, а на планинама преовлађују одлике субалпске климе. У осталом делу је изражена умереноконтинентална клима, а степске одлике(поднебље и вегетација) се локално јављају.

### Реке
Вододржљиво земљиште, и поред недовољних падавина, омогућује постојање већег броја река, речица, потока и извора. Највећи токови овог краја су: Топлица са Косаницом, Пуста река, Јабланица и Ветерница.
Топлица (130km) извире са више кракова на Копаонику, а у Јужну Мораву утиче према Курвинграду. Она је по дужини највећа лева ритока Јужне Мораве. Топлица у горњем току тече кроз уску и до 500 м дубоку долину. Од Куршумлије долина јој постаје много шира и плића. Код Прокупља се пробија кроз једно сужење (ртна епигенија Хисарске сутеске). Топлица је богата водом и даје Јужној Морави 13 m³/сек.
Косаница (38km) је највећа притока Топлице. Њена долина је композитна. Просечан протицај Косанице при ушћу код Курћумлије износи 3 m³/сек, али због бујичарског карактера њен протицај може да достигне 33 m³/сек у пролеће и у јесен, док лети може да падне до 0,2 m³/сек. 
Пуста река(46km) протиче кроз пространу долину и на целом току јако вијуга. Њено ушће у Јућну Мораву је сасвим блиско ушћу Топлице.
Јабланица(85km) постаје од Туларске и Големобањске реке. До Лебана, Јабланица тече кроз уску и дубоку долину, која се местимично проширује до 500, Низводно од Лебана она улази у Лесковачко поље, по којем тече у дужини од 48 km. Јабланица даје јужној Морави 6,4 m³/сек.
Ветерница(75km) протиче кроз уску и до 300 m дубоку долину, са мањим проширењима. Низводно од села Вина, она кривуда по пространој плиткој долини. При поводњу се излива, те са обе стране реке, код села Мирошевца, на дужини од 10 km, јавља баровито поље. Ветерница даје Јужној Морави 4 m³/cек.

### Становништво и привреда
Топличко јабланички крај је одавно настањен, о чему сведоче археолошки налази. Становници Косанице потичу са Косова, из Санџака и Црне Горе. У доњој Топлици, Пустој реци, Јабланици и Пољаници провлађују досељеници јужноморавских и вардарских крајева, а има оаза динарских досељеника, насељеника са Косова и Метохије и шопског становништва. Крајем XVII века насиља Турака постала су неиздржива за српско становништво Топлице, те се оно исељавало преко Саве и Дунава. Напуштену земљу су населили Албанци, који су се у Топлици задржали до 1878. године. После ослобођења јужних крајева Србије, они су се највећим делом повукли из Црне Горе, Војводине и Далмације.
Топлички и Јабланички крај међусобно се знатно разликују у привредном погледу. Топлица је плоднија, погоднија за земљорадњу и богатија рудама од привредно сиромашних Јабланичког и Пусторечког крја, који имају више услова за сточарство. У доњој Топлици, односно Добричу, одлично успевају жита, воће и грожђе (познато црно вино "прокупац"). Развијено рударство у Топличком крају пружа основе Прокупљу (индустријском центру Топлице) да се развије у мањи индустријски центар целог Јужног Поморавља. У пољопривредном Јабланичком крају остале привредне гране нису се развиле. Котлински део Јабланице је привредно активнији од планинског дела овог краја, што је случај и са Пусторечким и Ветерничким крајем. Ови крајеви су заосталији од Топлице, јер им раније није посвећена потребна пажња. Отуда је Топлчичко јабланички крај у целини привредно слабо развијен. То је претежно привредни крај са новим рударством у Топлици, која је и пољопривредно најактивнија. У околини Прокупља има фелдспата, који представља сировину за керамике и електропорцулана. У околини града има и графита, као и азбеста.

### Насеља
Прокупље (16000 ст.) покрај реке Топлице, је средиште Топличке котлине и водеће место целе територије између косовског Поморавља, Копаоника, Расине и долине Јужне Мораве. То је старо насеље (римски Hameum, рчки Kamplos, турски Урћуб). Прокупље је више трговачки и управни град, са новом индустријом. Поред савремене предионице, у Прокупљу је подигнут комбинат обојених метала. У граду се производи ватростални материјал и постоје фабрике: азбестних производа, филца, стакла, намештаја и текстила.
Село Александрово, у Добричу, налази се западно од Ниша. Пошзо је ушорену(панонског типа) и насељено Србима из Војводине (највише из Баната) називају га Банаћанско село.
Куршумлија (3700 ст.) је по величини друго насеље Топлице, а глабно мето Косанице. Она је, као и Прокупље, старо место крај пруге Ниш–Приштина. Куршумлија има име турског порекла (куршум=олово). У средњем веку се звала Топлица. У овом некадашњем средишту Немањићке државе две цркве имале су кровове од олова, те су Турци насеље назвали Куршумлијом. Недавно је у Куршумлији подигнута савремено опремљена фабрика шперплоча.
Лебане у долини Јабланице, је мало типично друмско насеље. Око 7 km северно од ове варошице налази се познати Царичин град, чувено археолошко налазиште, некадашњи центар Византије, у тада добро насељеном подручју Јабланице и Пусте реке. Ископавањем је откривен град из времена цара Јустинијана, који су у VII веку настанили Словени. Царичин град, уз римски Naisus (Ниш) и Hammeum (Прокупље), сведоче о данашњој насељености слива Јужне Мораве, који се ни до данас није равномерно развио. У Лебану постоји текстилна и прехрамбена индустрија.